# Jan Świtkowski
Jan Świtkowski (Lublin, 23 de enero de 1994) es un deportista polaco que compitió en natación.
Ganó una medalla de bronce en el Campeonato Mundial de Natación de 2015 y una medalla de bronce en el Campeonato Europeo de Natación de 2018.

## Palmarés internacional
| Campeonato Mundial | Campeonato Mundial    | Campeonato Mundial | Campeonato Mundial |
| Año                | Lugar                 | Medalla            | Prueba             |
| ------------------ | --------------------- | ------------------ | ------------------ |
| 2015               | Kazán (Rusia)         | Medalla de bronce  | 200 m mariposa     |
| Campeonato Europeo |                       |                    |                    |
| Año                | Lugar                 | Medalla            | Prueba             |
| 2018               | Glasgow (Reino Unido) | Medalla de bronce  | 4 × 100 m libre    |